# Marjorie Morningstar
Marjorie Morningstar (bra Até o Último Alento) é um filme norte-americano de 1958, do gênero drama romântico, dirigido por Irving Rapper, com roteiro de Everett Freeman baseado no romance homônimo de Herman Wouk.
Danny Kaye, a quem o principal papel masculino era destinado, desistiu do projeto ao ver que este filme sobre judeus tinha "judaísmo demais". Jack Warner concordou então em escalar um não judeu para o papel — Gene Kelly. Assim, Marjorie Morningstar  viu seu grau de judaísmo diminuir. Ainda assim, o filme é um dos melhores de Natalie Wood, segundo Ken Wlaschin.

## Sinopse
Filha de judeus classe média de Nova Iorque, a jovem Marjorie Morgenstern (depois Morningstar) é apaixonada pelo glamour do show business. Ela também é apaixonada pelo charmoso e despreocupado Noel Airman, o produtor de uma companhia teatral que se apresenta nas redondezas. Noel, que se afastou de suas raízes judias, não é bem visto pela família de Marjorie, que acha que ele devia ter uma profissão mais estável, como médico ou advogado. Enquanto a relação tem altos e baixos, Marjorie completa os estudos e batalha por uma carreira de atriz. Já Noel abandona o teatro e passa a trabalhar numa agência de publicidade. Nas horas vagas, completa um musical que iniciara antes de conhecer Marjorie. A essa altura, o relacionamento entre os dois se aprofunda...

## Principais premiações
| Prêmio     | Categoria              | Recipiente                                                | Situação |
| ---------- | ---------------------- | --------------------------------------------------------- | -------- |
| Oscar 1959 | Melhor canção original | Sammy Fain, Paul Francis Webster ("A Very Precious Love") | Indicado |

## Elenco
| Ator/Atriz     | Personagem           |
| -------------- | -------------------- |
| Gene Kelly     | Noel Airman          |
| Natalie Wood   | Marjorie Morgenstein |
| Claire Trevor  | Rose Morgenstein     |
| Everett Sloane | Arnold Morgenstein   |
| Martin Milner  | Wally Wronkin        |
| Carolyn Jones  | Marsha Zelenko       |
| George Tobias  | Maxwell Greech       |
| Martin Balsam  | Doutor David Harris  |
| Jesse White    | Lou Michaelson       |
| Edd Byrnes     | Sandy Lamm           |
| Paul Picerni   | Philip Berman        |
| Alan Reed      | Puddles Podell       |
| Ruta Lee       | Imogene Norman       |
| Ed Wynn        | Tio Samson           |